# Schizonycha richardi
Schizonycha richardi är en skalbaggsart som beskrevs av Louis Burgeon 1946. Schizonycha richardi ingår i släktet Schizonycha och familjen Melolonthidae. Inga underarter finns listade i Catalogue of Life.